# Râmnicu Vâlcea
Râmnicu Vâlcea (alte Schreibweise Rîmnicu Vîlcea [ˈrɨmniku ˈvɨlt͜ʃe̯a]; deutsch veraltet: Rümnick, Rimnik, Remnik oder Rebnik, Wultsch, älter auch: Königsberg) ist die Hauptstadt des Kreises Vâlcea in der historischen Landschaft Kleine Walachei in Rumänien.
Râmnicu Vâlcea liegt etwa 180 Kilometer von Bukarest entfernt und gilt als eine der ältesten Siedlungen auf dem Gebiet des heutigen Rumänien. Sie befindet sich an der Europastraße 81, der Nord-Süd-Linie (Arad–Sibiu–Pitești–Bukarest), dem zweitwichtigsten Hauptverbindungsweg Rumäniens. Das Autokennzeichen ist VL.

## Ortsname und Lage
Der Name hat einen slawischen Ursprung (Râmnicu = Weiher, kleiner Teich) und Vâlcea (von vâlc = Wolf). Er wird der idyllischen Lage dieser Stadt im südlichsten Tal der Südkarpaten gerecht, die bis auf ihren Süden von bewaldeten Gebirgsrücken umringt wird. In unmittelbarer Nähe liegen Kurorte wie Călimănești, Băile Govora und Băile Olănești, sowie Sehenswürdigkeiten wie z. B. ‚Masivul Cozia‘ mit dem gleichnamigen Kloster.
Durch die Stadt fließt der Olt (deutsch Alt, lateinisch Alutus), ein breiter Fluss und Zulauf der Donau. Er wird innerhalb des Stadtgebietes zweimal gestaut und liefert mit seinen Kraftwerken den notwendigen Strom für die aufstrebende Stadt. Ein weiteres Gewässer, das die Stadt durchfließt, ist der Olănești. Je nach Jahreszeit wandelt er sich zum reißenden Gewässer oder gemächlich daherfließenden Rinnsal.
Geografisch gesehen gehört Râmnicu Vâlcea zu Südrumänien, zur Walachei, genauer: Oltenien, der sog. Kleinen Walachei, dem eigentlichen rumänischen Kernland. Sie war Ausgangsort der rumänischen Revolution von 1848. Diesem Ereignis und der ersten Intonation der Nationalhymne wird am historischen Ort des Geschehens im Stadtpark Zavoy in Form eines Monumentes gedacht.

## Wirtschaft
Wirtschaftlich gehörte Râmnicu Vâlcea lange Zeit nicht zu den bedeutendsten rumänischen Städten. Erwähnenswert waren nur die im Süden gelegene Chemie- und Lebensmittelindustrie (Oltchim, Raureni) sowie mittelständische Schuh- und Möbelfabriken.
Mehrere Jahre galt die Stadt als Hochburg des internationalen Online- und Kreditkartenbetrugs und wird seitdem oft mit dem Spitznamen Hackerville bezeichnet. Diese Entwicklung äußerte sich im Stadtbild etwa in der Existenz von über zwei Dutzend Western-Union-Filialen und der für rumänische Verhältnisse starken Verbreitung deutscher Luxuskarossen.

## Kunst und Kultur
- Die Philharmonie Ion Dumitrescu
- Das Freilichtmuseum Muzeul Satului Vâlcea
- Das Anton-Pann-Museum

## Sport
Erfolgreichster Sportverein der Stadt ist der ehemalige Verein CS Oltchim Râmnicu Vâlcea, dessen Handballmannschaft der Damen 19-mal rumänischer Meister sowie 14-mal Pokalsieger wurde und 2007 den Europapokal der Pokalsieger sowie die EHF Champions Trophy gewann.

## Söhne und Töchter der Stadt
- Ion Emanuel Florescu (1819–1893), General und Politiker
- Dem Rădulescu (1931–2000), Theater-, Film- und Fernsehschauspieler[15]
- Horia Moculescu (* 1937), Pianist, Sänger, Komponist und TV-Moderator
- Florin Cheran (* 1947), Fußballspieler
- Paul Păcuraru (* 1950), Soziologe und Politiker
- Marian-Jean Marinescu (* 1952), Politiker
- Florin Cîțu (* 1972), Politiker
- Sergiu Radu (* 1977), Fußballspieler
- Victoraș Iacob (* 1980), Fußballspieler
- Raul Rusescu (* 1988), Fußballspieler
- Iuliana Demetrescu (* 1990), Fußballschiedsrichterin
- Maria Mazilu (* 1991), Skeletonpilotin
- Ana Roșianu (* 1993), Sprinterin
- Ștefania Vătafu (* 1993), Fußballspielerin
- Laurențiu Brănescu (* 1994), Fußballspieler
- Ionuț Neagoe (* 1994), Leichtathlet
- Andreea Voicu (* 1996), Fußballspielerin
- Andreea Drăgan (* 1997), Stabhochspringerin
- Sorina Grozav (* 1999), Handballspielerin
- Bogdan-Daniel Deac (* 2001), Schachspieler
- Cristian Voicu (* 2001), Mittelstreckenläufer
- Alicia Gogîrlă (* 2003), Handballspielerin
- Alexandra Uță (* 2007), Hürdenläuferin

## Bilder

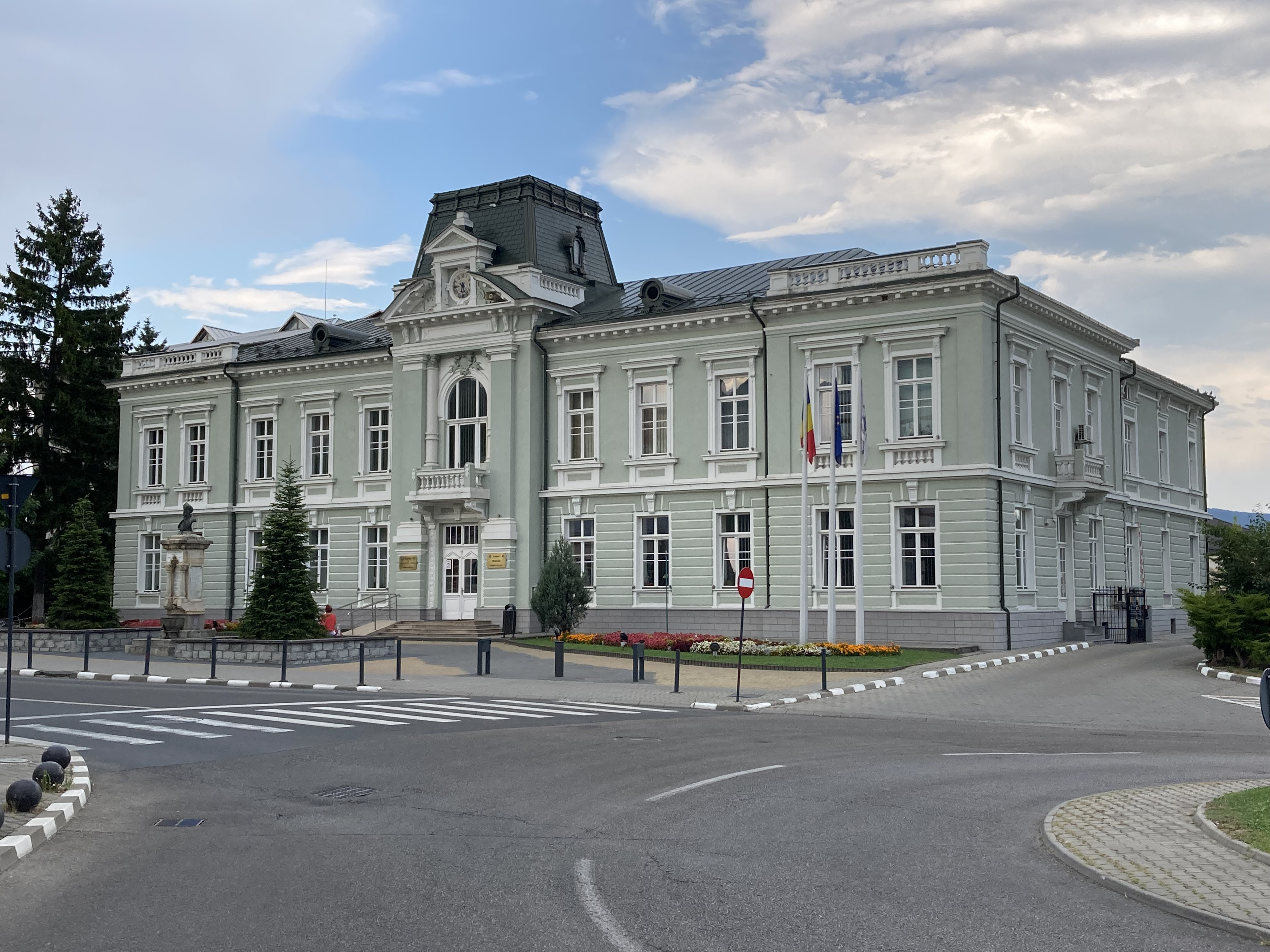
Rathaus von Râmnicu Vâlcea
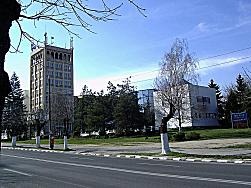
Verwaltungsgebäude des Kreises Vâlcea
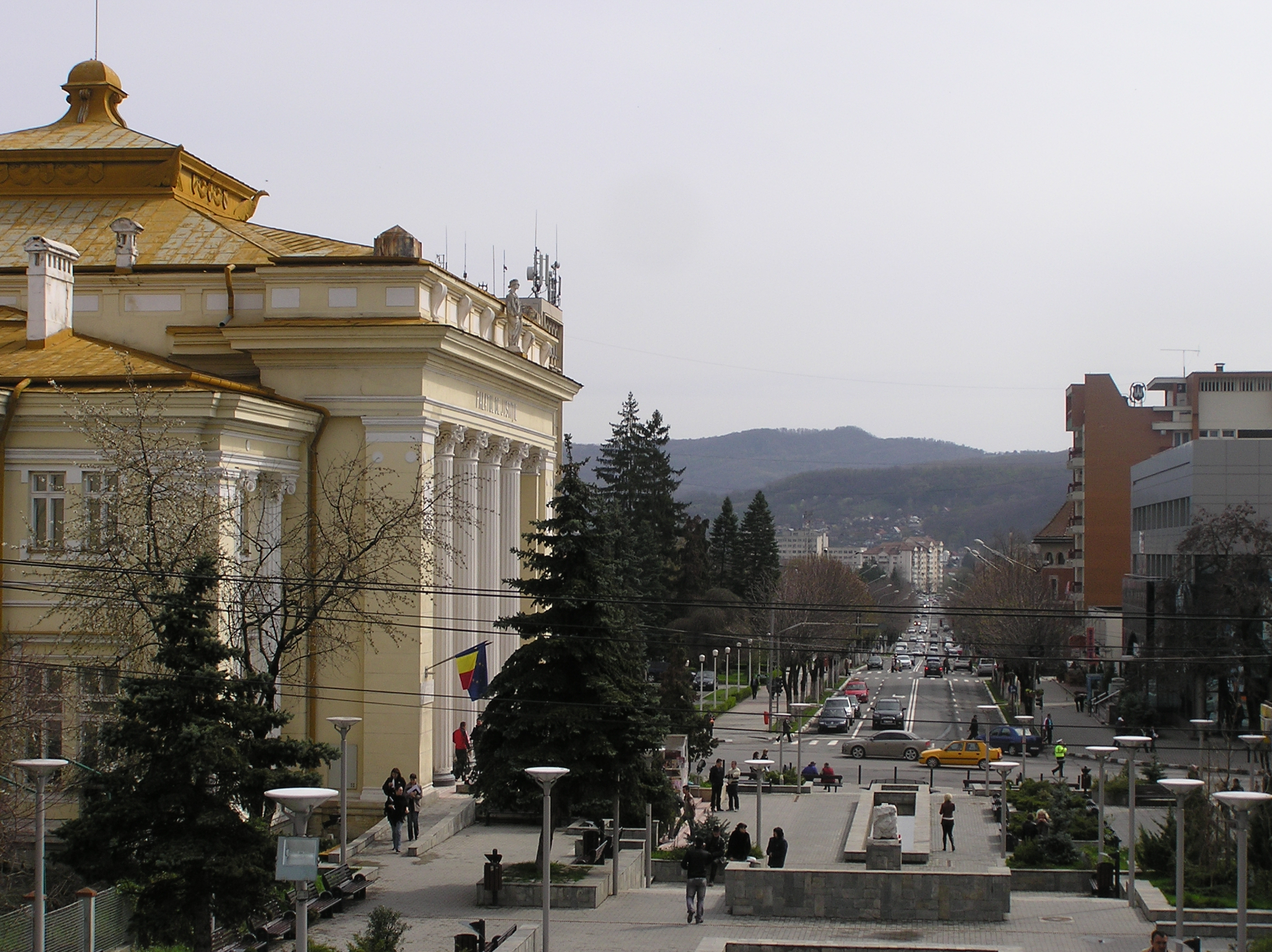
Blick auf die Tudor Vladimirescu Straße
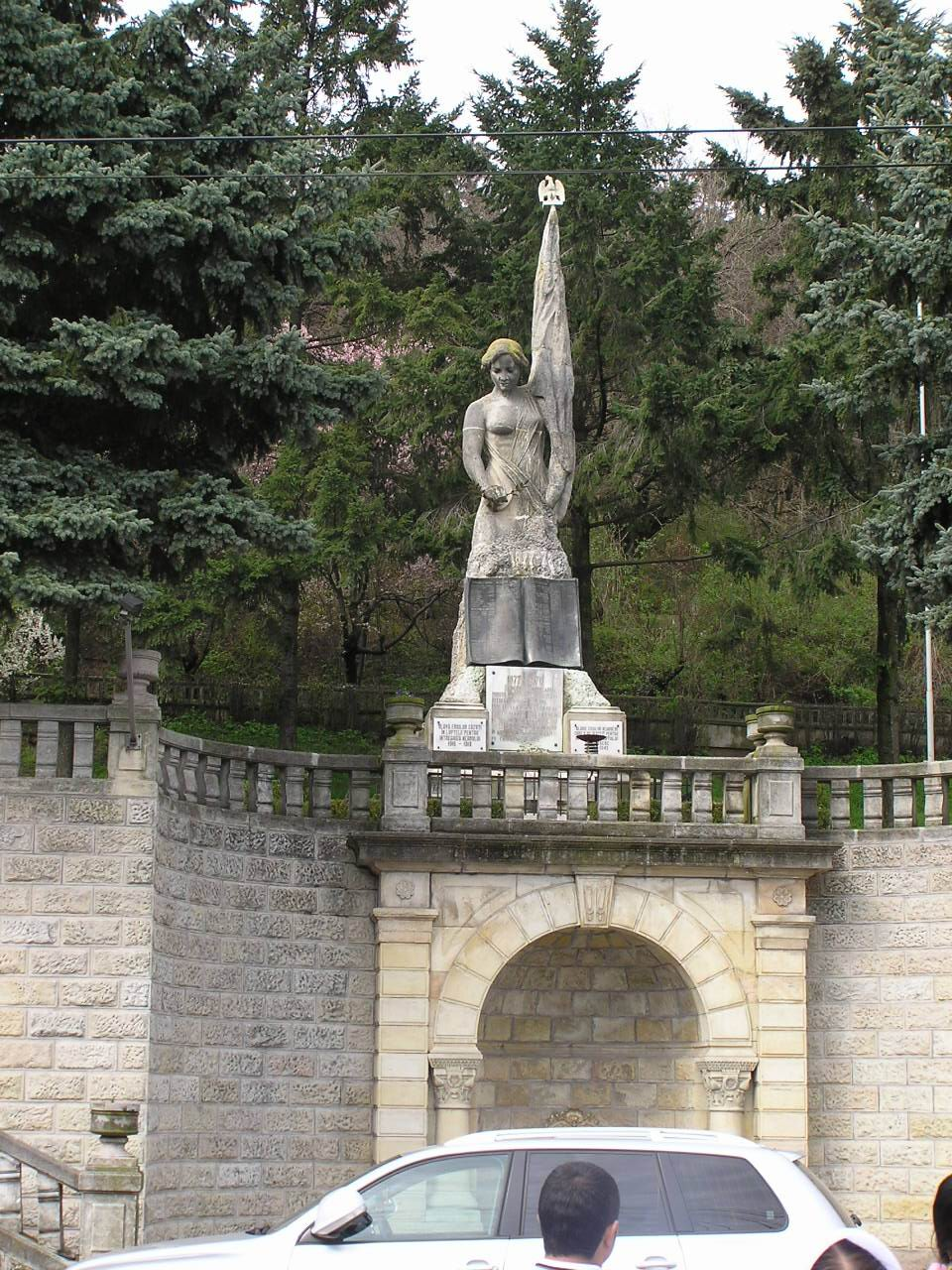
Freiheitsstatue
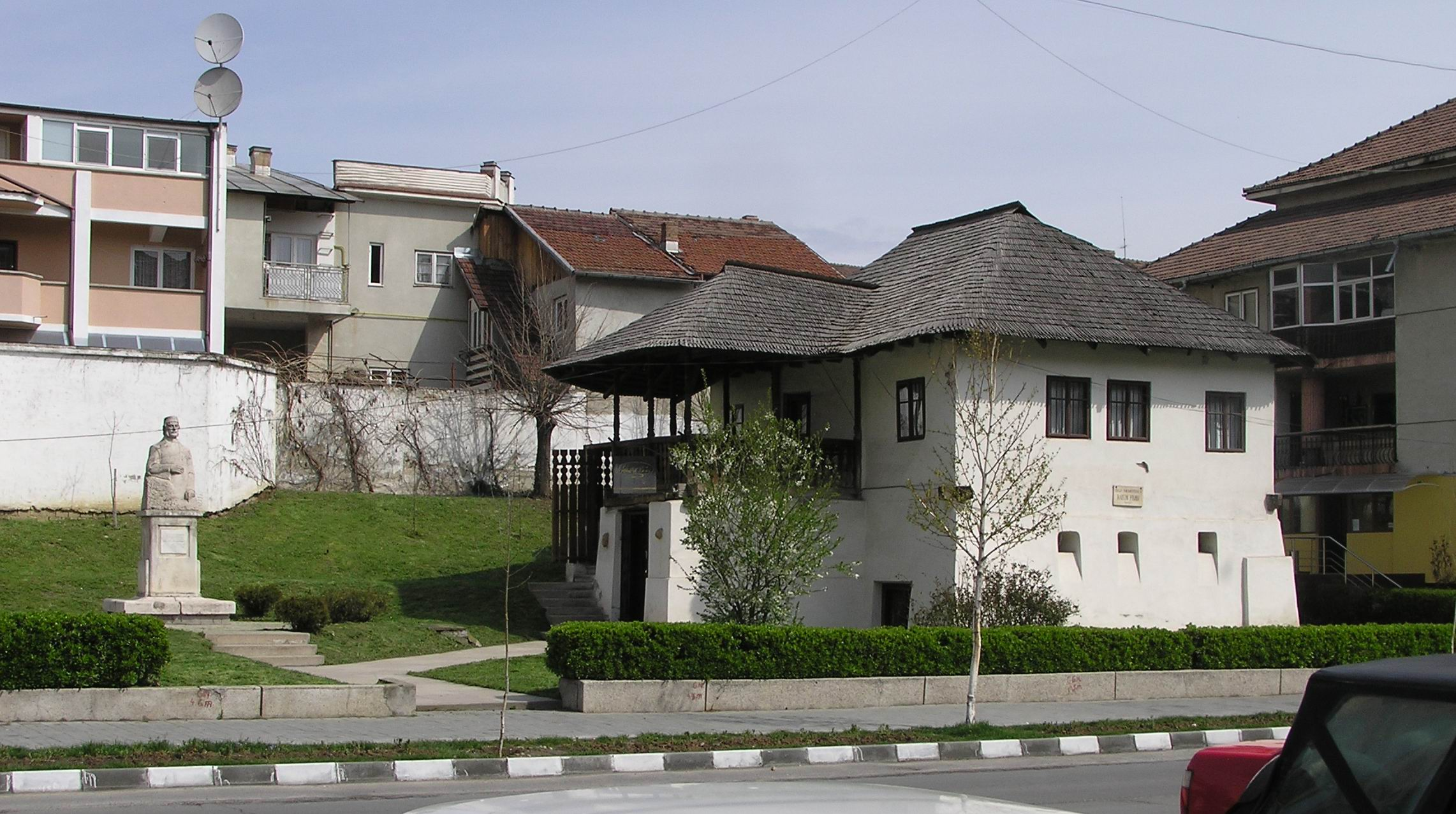
Das Anton-Pann-Museum
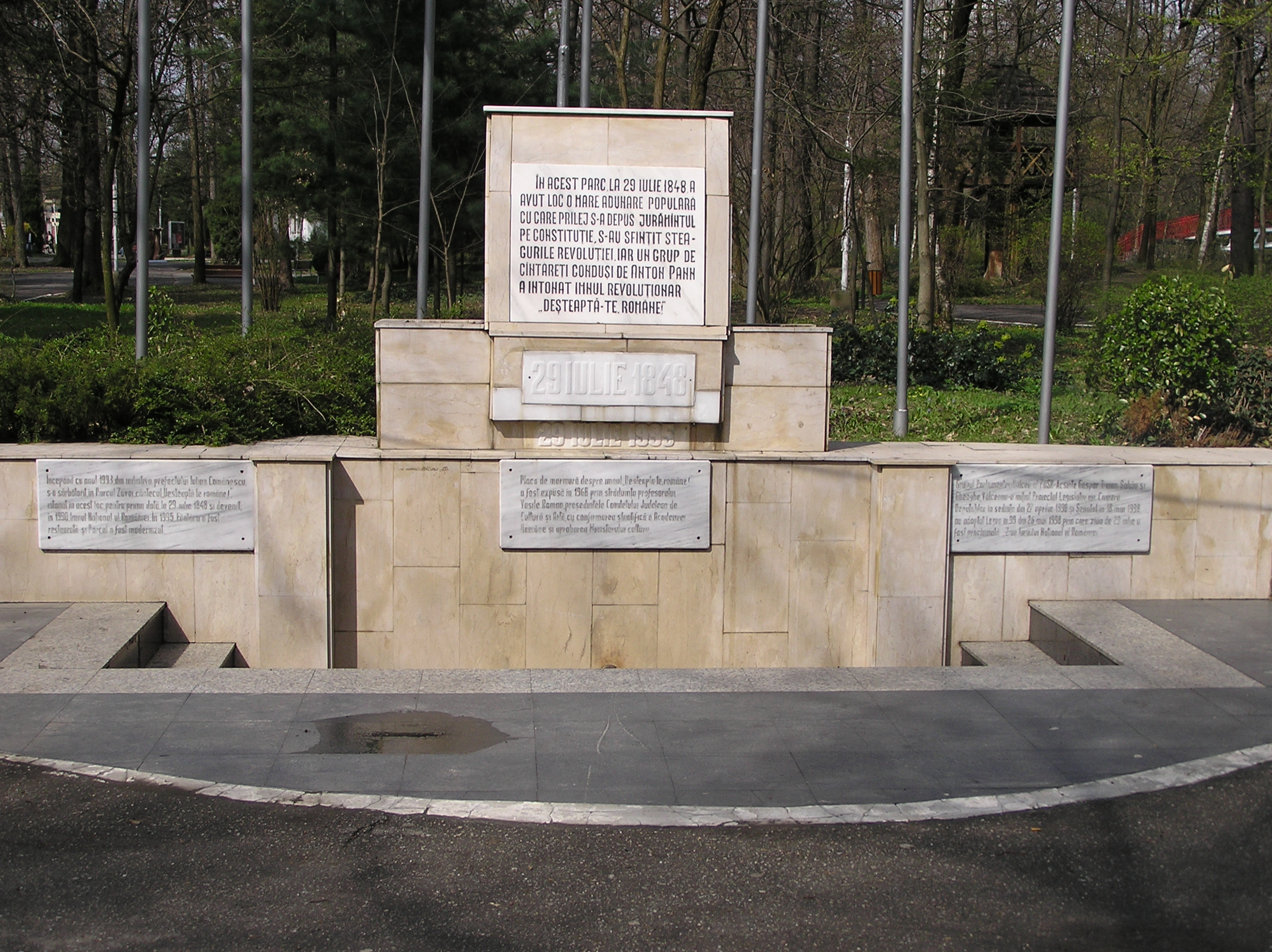
Denkmal im Stadtpark Zavoy

## Rundfunk
- Holger Senft und Hanno di Rosa: Abgezockt im Internet – Eine Kleinstadt voller Krimineller, Westdeutscher Rundfunk Köln – Die Story im Ersten 2012